# Скрипун продырявленный
Скрипу́н продыря́вленный (лат. Saperda perforata) — вид жуков из семейства усачей и подсемейства Ламиины.

## Описание
Жук от 12 до 20 мм длиной.

## Распространение
Западная Палеарктика, за исключением Юго-западной Европы.

## Экология и местообитания
Жизненный цикл вида протекает от одного до двух лет. Кормовые растения различные виды рода тополь (Populus).

## Галерея

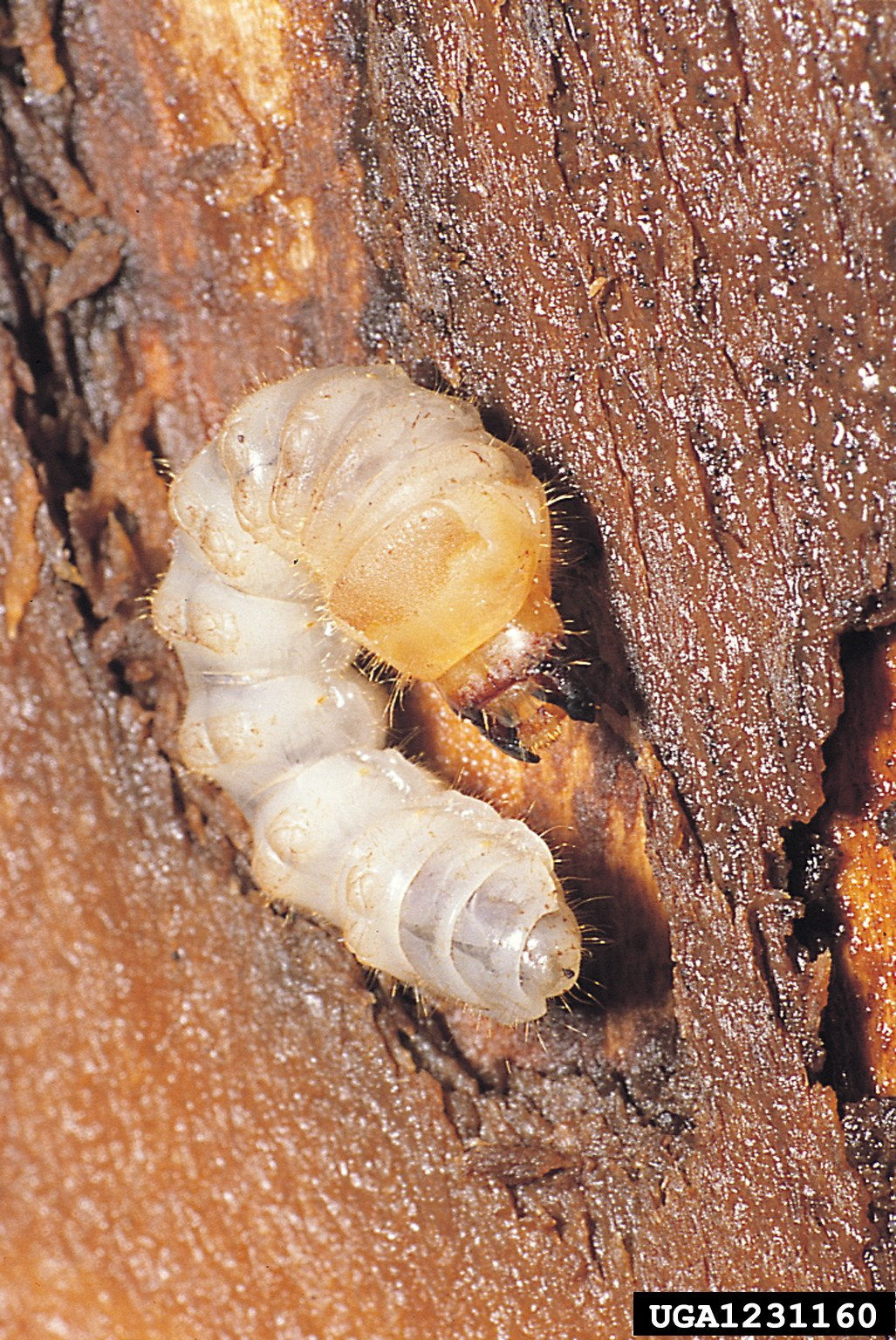
Личинка